# Вулька-Скотніцька
Вулька-Скотніцька (пол. Wólka Skotnicka) — село в Польщі, у гміні Александрув Пйотрковського повіту Лодзинського воєводства.
Населення — 153 особи (2011).
У 1975-1998 роках село належало до Пйотрковського воєводства.

## Демографія
Демографічна структура станом на 31 березня 2011 року:
|          | Загалом | Допрацездатний вік | Працездатний вік | Постпрацездатний вік |
| -------- | ------- | ------------------ | ---------------- | -------------------- |
| Чоловіки | 63      | 12                 | 40               | 11                   |
| Жінки    | 90      | 22                 | 44               | 24                   |
| Разом    | 153     | 34                 | 84               | 35                   |